# Steel Wheels
Steel Wheels is een album van The Rolling Stones. Het werd uitgegeven in 1989. Het was een grote comeback voor de band. De relatie tussen Mick Jagger en Keith Richards verbeterde tijdens de opnames. Naar aanleiding van dit album werd hun toen grootste tour gehouden. Dit was tevens het laatste album waar bassist Bill Wyman aan meewerkte.

## Composities
Alle muziek en teksten zijn geschreven door Mick Jagger en Keith Richards, tenzij anders aangegeven. 
| 1.                 | Sad Sad Sad                                                    | 3:35 |
| 2.                 | Mixed Emotions                                                 | 4:39 |
| 3.                 | Terrifying                                                     | 4:53 |
| 4.                 | Hold On to Your Hat                                            | 3:32 |
| 5.                 | Hearts for Sale                                                | 4:40 |
| 6.                 | Blinded By Love                                                | 4:37 |
| 7.                 | Rock and a Hard Place                                          | 5:25 |
| 8.                 | Can't Be Seen                                                  | 4:10 |
| 9.                 | Almost Hear You Sigh (Mick Jagger/Keith Richards/Steve Jordan) | 4:37 |
| 10.                | Continental Drift                                              | 5:14 |
| 11.                | Break the Spell                                                | 3:07 |
| 12.                | Slipping Away                                                  | 4:30 |
| Totale duur: 53:03 |                                                                |      |

## Bezetting
- Mick Jagger - leadzang, achtergrondzang, elektrische gitaar, akoestische gitaar, mondharmonica
- Keith Richards - elektrische gitaar, achtergrondzang, akoestische gitaar, zang
- Charlie Watts - drums
- Ronnie Wood - elektrische gitaar, bas, achtergrondzang, akoestische gitaar, dobro
- Bill Wyman - basgitaar

- Chuck Leavell - orgel, piano, keyboard
- Matt Clifford - keyboard, piano, elektrische piano, clavinet, harmonium
- Lisa Fischer - achtergrondzang
- Bernard Fowler - achtergrondzang
- Sarah Dash - achtergrondzang
- Phil Beer - mandolin, viool
- Luís Jardim - percussie
- Roddy Lorimer - trompet
- Sonia Morgan - achtergrondzang
- Tessa Niles - achtergrondzang
- The Kick Horns - koperblazers
- Master Musicians van Jajouka met Bachir Attar Farafina - Afrikaanse/Marokkaanse instrumenten

## Hitlijsten
Album
| Jaar | Hitlijst                      | Notering |
| ---- | ----------------------------- | -------- |
| 1989 | Nederlandse Album Top 100     | 2        |
| 1989 | Official Albums Chart Top 100 | 2        |
| 1989 | Billboard 200                 | 3        |

Singles
| Jaar | Single                | Hitlijst               | Notering |
| ---- | --------------------- | ---------------------- | -------- |
| 1989 | Mixed Emotions        | The Billboard Hot 100  | 5        |
| 1989 | Mixed Emotions        | Mainstream Rock Tracks | 1        |
| 1989 | Mixed Emotions        | Modern Rock Tracks     | 22       |
| 1989 | Mixed Emotions        | UK Top 100 Singles     | 36       |
| 1989 | Sad Sad Sad           | Mainstream Rock Tracks | 14       |
| 1989 | Terrifying            | Mainstream Rock Tracks | 8        |
| 1989 | Rock And A Hard Place | Mainstream Rock Tracks | 1        |
| 1989 | Rock And A Hard Place | The Billboard Hot 100  | 23       |
| 1989 | Rock And A Hard Place | UK Top 100 Singles     | 63       |
| 1990 | Almost Hear You Sigh  | Mainstream Rock Tracks | 1        |
| 1990 | Almost Hear You Sigh  | The Billboard Hot 100  | 50       |
| 1990 | Almost Hear You Sigh  | UK Top 100 Singles     | 31       |
| 1990 | Terrifying            | UK Top 100 Singles     | 82       |